# Pamiętnik księżniczki 2: Królewskie zaręczyny (ścieżka dźwiękowa)
Pamiętnik Księżniczki 2: Królewskie Zaręczyny (ścieżka dźwiękowa) – ścieżka dźwiękowa z filmu Pamiętnik księżniczki 2: Królewskie zaręczyny z udziałem Anne Hathaway. Wydana została przez Walt Disney Records.

## Lista utworów
| Numer | Tytuł                      | Scenariusz                                       | Wykonanie                           |
| ----- | -------------------------- | ------------------------------------------------ | ----------------------------------- |
| 1     | "Breakaway"                | Avril Lavigne, Bridget Benenate, Matthew Gerrard | Kelly Clarkson                      |
| 2     | "I Decide"                 | Diane Warren                                     | Lindsay Lohan                       |
| 3     | "This Is My Time"          | Raven-Symoné, Gerrard, Robbie Nevil              | Raven-Symoné                        |
| 4     | "I Always Get What I Want" | Avril Lavigne, Cliff Magness                     | Avril Lavigne                       |
| 5     | "Trouble"                  | Pink, Tim Armstrong                              | Pink                                |
| 6     | "Because You Live"         | Chris Braide, Andreas Carlsson, Desmond Child    | Jesse McCartney                     |
| 7     | "Love Me Tender"           | Elvis Presley, Vera Matson                       | Norah Jones i Adam Levy             |
| 8     | "Fun in the Sun"           | Steve Harwell                                    | Steve Harwell                       |
| 9     | "Let's Bounce"             | Gerrard, Nevil                                   | Christy Carlson Romano              |
| 10    | "Dance Dance Dance"        | brak                                             | Wilson Phillips                     |
| 11    | "Fools"                    | Rachel Stevens                                   | Rachel Stevens                      |
| 12    | "A Love That Will Last"    | brak                                             | Rebecca Renee Olstead               |
| 13    | "Your Crowning Glory"      | Julie Andrews i Raven-Symoné                     | Lorraine Feather, Lawrence Grossman |
| 14    | "Miracles Happen"          | Jonny Blu                                        | Jonny Blu                           |
| 15    | "The Meaning"              | brak                                             | Lillix                              |